# Euro Hockey League (televisieprogramma)
Euro Hockey League was een televisieprogramma rondom het toernooi om de Euro Hockey League.
In het programma werden live hockeywedstrijden uitgezonden alsmede samenvattingen van gespeelde wedstrijden. Ook waren er achtergrondreportages en interviews. Het programma werd gedurende vier weekenden in het seizoen uitgezonden op Net5. Wegens tegenvallende kijkcijfers stopte Net5 met het uitzenden van deze wedstrijden met ingang van het seizoen 2010/11.

## Medewerkers
- Maud Mulder, presentatie 2007/08
- Minke Booij, presentatie 2008/09, 2009/10
- Maurits Hendriks, analist 2007/09